# Chine aux Jeux olympiques d'hiver de 2014
La Chine participe aux Jeux olympiques d'hiver de 2014 à Sotchi en Russie du 7 au 23 février 2014. Il s'agit de sa dixième participation à des Jeux d'hiver.

## Liste des médaillés
| Sport                   | Discipline                 | Athlète(s)                                   | Date       |
| Médailles d'or : 3      |                            |                                              |            |
| Short-track             | 500 mètres femmes          | Li Jianrou                                   | 13 février |
| Short-track             | 1500 m femmes              | Zhou Yang                                    | 15 février |
| Patinage de vitesse     | 1 000 mètres femmes        | Zhang Hong                                   | 13 février |
| Médaille d'argent : 4   |                            |                                              |            |
| Short-track             | 1 500 mètres hommes        | Han Tianyu                                   | 10 février |
| Short-track             | 500 mètres hommes          | Wu Dajing                                    | 21 février |
| Short-track             | 1 000 mètres femmes        | Fan Kexin                                    | 21 février |
| Ski acrobatique         | Sauts femmes               | Xu Mengtao                                   | 14 février |
| Médailles de bronze : 2 |                            |                                              |            |
| Ski acrobatique         | Sauts hommes               | Zongyang Jia                                 | 17 février |
| Short-track             | Relais 5 000 mètres hommes | Chen Dequan Han Tianyu Shi Jingnan Wu Dajing | 21 février |

| Sport               | Médaille d'or, Jeux olympiques | Médaille d'argent, Jeux olympiques | Médaille de bronze, Jeux olympiques | Total |
| ------------------- | ------------------------------ | ---------------------------------- | ----------------------------------- | ----- |
| Short-track         | 2                              | 3                                  | 1                                   | 6     |
| Patinage de vitesse | 1                              | 0                                  | 0                                   | 1     |
| Ski acrobatique     | 0                              | 1                                  | 1                                   | 2     |
| Total               | 3                              | 4                                  | 2                                   | 9     |

## Biathlon
| Athlète  | Épreuve    | Temps                         | Pénalité      | Rang |
| -------- | ---------- | ----------------------------- | ------------- | ---- |
| Ren Long | Individuel | 56 min 35 s 8 (+7 min 4 s 1)  | 1 + 2 + 0 + 1 | 66e  |
| Ren Long | Sprint     | 28 min 53 s 2 (+4 min 19 s 7) | 0 + 4         | 83e  |

| Athlète                                     | Épreuve    | Temps                          | Pénalité      | Rang |
| ------------------------------------------- | ---------- | ------------------------------ | ------------- | ---- |
| Song Chaoqing                               | Sprint     | 23 min 49 s 5 (+2 min 42 s 7)  | 1 + 0         | 63e  |
| Song Na                                     | Individuel | 59 min 43 s 3 (+16 min 23 s 7) | 0 + 2 + 2 + 2 | 77e  |
| Song Na                                     | Sprint     | 27 min 1 s 5 (+5 min 54 s 7)   | 3 + 1         | 83e  |
| Tang Jialin                                 | Individuel | 51 min 3 s 7 (+7 min 44 s 1)   | 0 + 1 + 0 + 2 | 57e  |
| Tang Jialin                                 | Sprint     | 23 min 26 s 7 (+2 min 19 s 9)  | 0 + 2         | 55e  |
| Tang Jialin                                 | Poursuite  | 34 min 40 s 4 (+5 min 9 s 7)   | 0 + 1 + 0 + 1 | 50e  |
| Zhang Yan                                   | Individuel | 49 min 57 s 0 (+6 min 37 s 4)  | 0 + 0 + 0 + 0 | 46e  |
| Zhang Yan                                   | Sprint     | 23 min 9 s 4 (+2 min 2 s 6)    | 0 + 0         | 49e  |
| Zhang Yan                                   | Poursuite  | 36 min 12 s 1 (+6 min 41 s 4)  | 0 + 2 + 0 + 0 | 53e  |
| Song Chaoqing Zhang Yan Tang Jialin Song Na | Relais     | +1 Tour                        | 3 + 2 + 1 + 5 | 15e  |

## Curling

### 1er Tour
| Chine                                                                                            |
| ------------------------------------------------------------------------------------------------ |
| Skip : Liu Rui Third : Xu Xiaoming Second : Ba Dexin Lead : Zang Jialiang Remplaçant : Zou Dejia |

| Rang | Pays            | V | D | bp | bc | Manches gagnées | Manches perdues | Manches blanches | Vols pour | Tirs % |
| ---- | --------------- | - | - | -- | -- | --------------- | --------------- | ---------------- | --------- | ------ |
| 1    | Suède           | 8 | 1 | 60 | 44 | 38              | 30              | 18               | 8         | 86%    |
| 2    | Canada          | 7 | 2 | 69 | 53 | 39              | 36              | 14               | 7         | 84%    |
| 2    | Chine           | 7 | 2 | 67 | 50 | 41              | 37              | 11               | 5         | 85%    |
| 4    | Norvège         | 5 | 4 | 52 | 53 | 36              | 33              | 18               | 5         | 86%    |
| 4    | Grande-Bretagne | 5 | 4 | 51 | 49 | 37              | 35              | 15               | 8         | 83%    |
| 6    | Danemark        | 4 | 5 | 54 | 61 | 32              | 37              | 17               | 4         | 81     |
| 7    | Russie          | 3 | 6 | 58 | 70 | 36              | 38              | 13               | 7         | 77%    |
| 7    | Suisse          | 3 | 6 | 47 | 46 | 31              | 34              | 22               | 7         | 83%    |
| 9    | États-Unis      | 2 | 7 | 47 | 58 | 30              | 39              | 14               | 7         | 80%    |
| 10   | Allemagne       | 1 | 8 | 53 | 74 | 38              | 39              | 10               | 9         | 76%    |

Les quatre premières équipes en tête à la fin du premier tour sont qualifiées directement pour les demi-finales.
| Équipes  | 1 | 2 | 3 | 4 | 5 | 6 | 7 | 8 | 9 | 10 | 11 | Total |
| -------- | - | - | - | - | - | - | - | - | - | -- | -- | ----- |
| Danemark | 0 | 0 | 0 | 0 | 1 | 0 | 1 | 0 | 2 | 0  | x  | 4     |
| Chine    | 0 | 2 | 1 | 0 | 0 | 0 | 0 | 3 | 0 | 1  | x  | 7     |

| Équipes    | 1 | 2 | 3 | 4 | 5 | 6 | 7 | 8 | 9 | 10 | 11 | Total |
| ---------- | - | - | - | - | - | - | - | - | - | -- | -- | ----- |
| États-Unis | 0 | 1 | 0 | 2 | 0 | 1 | 0 | 0 | x | x  | x  | 4     |
| Chine      | 1 | 0 | 3 | 0 | 2 | 0 | 1 | 2 | x | x  | x  | 9     |

| Équipes | 1 | 2 | 3 | 4 | 5 | 6 | 7 | 8 | 9 | 10 | 11 | Total |
| ------- | - | - | - | - | - | - | - | - | - | -- | -- | ----- |
| Chine   | 0 | 2 | 0 | 1 | 0 | 0 | 0 | 1 | 0 | 1  | x  | 5     |
| Suisse  | 0 | 0 | 2 | 0 | 1 | 0 | 0 | 0 | 1 | 0  | x  | 4     |

| Équipes   | 1 | 2 | 3 | 4 | 5 | 6 | 7 | 8 | 9 | 10 | 11 | Total |
| --------- | - | - | - | - | - | - | - | - | - | -- | -- | ----- |
| Allemagne | 0 | 1 | 0 | 2 | 0 | 2 | 1 | 0 | 1 | 0  | x  | 7     |
| Chine     | 2 | 0 | 3 | 0 | 2 | 0 | 0 | 1 | 0 | 3  | x  | 11    |

| Équipes | 1 | 2 | 3 | 4 | 5 | 6 | 7 | 8 | 9 | 10 | 11 | Total |
| ------- | - | - | - | - | - | - | - | - | - | -- | -- | ----- |
| Suède   | 0 | 0 | 1 | 0 | 1 | 0 | 1 | 2 | 0 | 0  | 1  | 6     |
| Chine   | 0 | 2 | 0 | 1 | 0 | 1 | 0 | 0 | 0 | 1  | 0  | 5     |

| Équipes | 1 | 2 | 3 | 4 | 5 | 6 | 7 | 8 | 9 | 10 | 11 | Total |
| ------- | - | - | - | - | - | - | - | - | - | -- | -- | ----- |
| Chine   | 1 | 0 | 0 | 2 | 0 | 2 | 0 | 1 | 0 | 1  | x  | 7     |
| Norvège | 0 | 0 | 2 | 0 | 1 | 0 | 1 | 0 | 1 | 0  | x  | 5     |

| Équipes | 1 | 2 | 3 | 4 | 5 | 6 | 7 | 8 | 9 | 10 | 11 | Total |
| ------- | - | - | - | - | - | - | - | - | - | -- | -- | ----- |
| Chine   | 0 | 0 | 2 | 0 | 1 | 0 | 1 | 0 | 2 | x  | x  | 6     |
| Chine   | 2 | 1 | 0 | 2 | 0 | 2 | 0 | 2 | 0 | x  | x  | 9     |

| Équipes | 1 | 2 | 3 | 4 | 5 | 6 | 7 | 8 | 9 | 10 | 11 | Total |
| ------- | - | - | - | - | - | - | - | - | - | -- | -- | ----- |
| Chine   | 0 | 0 | 2 | 0 | 3 | 1 | 0 | 0 | 0 | 2  | 0  | 8     |
| Canada  | 0 | 2 | 0 | 1 | 0 | 0 | 2 | 1 | 2 | 0  | 1  | 9     |

Session 12 - lundi 17 février 2014, à 14h00
| Équipes         | 1 | 2 | 3 | 4 | 5 | 6 | 7 | 8 | 9 | 10 | 11 | Total |
| --------------- | - | - | - | - | - | - | - | - | - | -- | -- | ----- |
| Chine           | 1 | 0 | 0 | 2 | 0 | 0 | 1 | 1 | 0 | 1  | x  | 6     |
| Grande-Bretagne | 0 | 1 | 1 | 0 | 0 | 1 | 0 | 0 | 2 | 0  | x  | 5     |

### Demi-finale
| Équipes | 1 | 2 | 3 | 4 | 5 | 6 | 7 | 8 | 9 | 10 | 11 | Total |
| ------- | - | - | - | - | - | - | - | - | - | -- | -- | ----- |
| Canada  | 1 | 0 | 2 | 0 | 1 | 0 | 3 | 0 | 3 | x  | x  | 10    |
| Chine   | 0 | 1 | 0 | 1 | 0 | 2 | 0 | 0 | 2 | x  | x  | 6     |

### Petite finale
| Équipes | 1 | 2 | 3 | 4 | 5 | 6 | 7 | 8 | 9 | 10 | 11 | Total |
| ------- | - | - | - | - | - | - | - | - | - | -- | -- | ----- |
| Chine   | 0 | 0 | 1 | 0 | 0 | 2 | 0 | 0 | 1 | 0  | 0  | 4     |
| Suède   | 0 | 1 | 0 | 1 | 0 | 0 | 1 | 0 | 0 | 1  | 2  | 6     |

### 1er Tour
| Chine                                                                                                |
| --- |
| Skip : Wang Bingyu Third : Liu Yin Second : Yue Qingshuang Lead : Zhou Yan Remplaçant : 'Jiang Yilun |

| Rang | Pays            | V | D | bp | bc | Manches gagnées | Manches perdues | Manches blanches | Tirs % |
| ---- | --------------- | - | - | -- | -- | --------------- | --------------- | ---------------- | ------ |
| 1    | Canada          | 9 | 0 | 72 | 40 | 42              | 27              | 12               | 86     |
| 2    | Suède           | 7 | 2 | 58 | 52 | 37              | 35              | 13               | 80     |
| 3    | Suisse          | 5 | 4 | 63 | 60 | 37              | 38              | 13               | 78     |
| 4    | Grande-Bretagne | 5 | 4 | 74 | 58 | 39              | 35              | 9                | 80     |
| 5    | Japon           | 4 | 5 | 59 | 67 | 39              | 41              | 4                | 76     |
| 6    | Danemark        | 4 | 5 | 57 | 56 | 34              | 40              | 12               | 78     |
| 7    | Chine           | 4 | 5 | 58 | 62 | 36              | 38              | 10               | 81     |
| 8    | Corée du Sud    | 3 | 6 | 60 | 65 | 35              | 37              | 10               | 79     |
| 9    | Russie          | 3 | 6 | 48 | 56 | 33              | 35              | 19               | 82     |
| 10   | États-Unis      | 1 | 8 | 42 | 75 | 33              | 40              | 8                | 76     |

Les quatre premières équipes en tête à la fin du premier tour sont qualifiées directement pour les demi-finales.
| Équipes | 1 | 2 | 3 | 4 | 5 | 6 | 7 | 8 | 9 | 10 | 11 | Total |
| ------- | - | - | - | - | - | - | - | - | - | -- | -- | ----- |
| Chine   | 0 | 0 | 0 | 1 | 0 | 1 | 0 | x | x | x  | x  | 2     |
| Canada  | 0 | 2 | 1 | 0 | 3 | 0 | 3 | x | x | x  | x  | 9     |

| Équipes | 1 | 2 | 3 | 4 | 5 | 6 | 7 | 8 | 9 | 10 | 11 | Total |
| ------- | - | - | - | - | - | - | - | - | - | -- | -- | ----- |
| Chine   | 0 | 0 | 1 | 0 | 0 | 2 | 0 | 3 | 0 | 1  | x  | 7     |
| Russie  | 0 | 2 | 0 | 1 | 0 | 0 | 1 | 0 | 1 | 0  | x  | 5     |

| Équipes    | 1 | 2 | 3 | 4 | 5 | 6 | 7 | 8 | 9 | 10 | 11 | Total |
| ---------- | - | - | - | - | - | - | - | - | - | -- | -- | ----- |
| États-Unis | 1 | 0 | 1 | 0 | 0 | 1 | 0 | 0 | 1 | 0  | x  | 4     |
| Chine      | 0 | 1 | 0 | 0 | 2 | 0 | 0 | 2 | 0 | 2  | x  | 7     |

| Équipes         | 1 | 2 | 3 | 4 | 5 | 6 | 7 | 8 | 9 | 10 | 11 | Total |
| --------------- | - | - | - | - | - | - | - | - | - | -- | -- | ----- |
| Chine           | 2 | 0 | 1 | 0 | 1 | 0 | 1 | 0 | 2 | 0  | x  | 7     |
| Grande-Bretagne | 0 | 2 | 0 | 2 | 0 | 2 | 0 | 1 | 0 | 1  | x  | 8     |

| Équipes      | 1 | 2 | 3 | 4 | 5 | 6 | 7 | 8 | 9 | 10 | 11 | Total |
| ------------ | - | - | - | - | - | - | - | - | - | -- | -- | ----- |
| Corée du Sud | 0 | 0 | 2 | 0 | 0 | 1 | 0 | 0 | x | x  | x  | 3     |
| Chine        | 0 | 3 | 0 | 0 | 3 | 0 | 3 | 2 | x | x  | x  | 11    |

| Équipes | 1 | 2 | 3 | 4 | 5 | 6 | 7 | 8 | 9 | 10 | 11 | Total |
| ------- | - | - | - | - | - | - | - | - | - | -- | -- | ----- |
| Chine   | 0 | 2 | 1 | 0 | 0 | 2 | 0 | 1 | 0 | 1  | x  | 7     |
| Suède   | 0 | 0 | 0 | 1 | 1 | 0 | 2 | 0 | 2 | 0  | x  | 6     |

| Équipes  | 1 | 2 | 3 | 4 | 5 | 6 | 7 | 8 | 9 | 10 | 11 | Total |
| -------- | - | - | - | - | - | - | - | - | - | -- | -- | ----- |
| Danemark | 0 | 2 | 0 | 1 | 2 | 0 | 0 | 0 | 3 | 1  | x  | 9     |
| Chine    | 2 | 0 | 2 | 0 | 0 | 1 | 0 | 1 | 0 | 0  | x  | 6     |

| Équipes | 1 | 2 | 3 | 4 | 5 | 6 | 7 | 8 | 9 | 10 | 11 | Total |
| ------- | - | - | - | - | - | - | - | - | - | -- | -- | ----- |
| Japon   | 2 | 0 | 1 | 0 | 2 | 0 | 1 | 0 | 2 | x  | x  | 8     |
| Chine   | 0 | 2 | 0 | 1 | 0 | 1 | 0 | 1 | 0 | x  | x  | 5     |

Session 12 - lundi 17 février 2014, à 19h00
| Équipes | 1 | 2 | 3 | 4 | 5 | 6 | 7 | 8 | 9 | 10 | 11 | Total |
| ------- | - | - | - | - | - | - | - | - | - | -- | -- | ----- |
| Chine   | 0 | 0 | 2 | 1 | 0 | 1 | 0 | 0 | 2 | 0  | x  | 6     |
| Suisse  | 1 | 3 | 0 | 0 | 2 | 0 | 0 | 3 | 0 | 1  | x  | 10    |

## Patinage artistique
| Athlètes             | Épreuves          | Points court | Points court | Points libre | Points libre | Total  | Total |
| Athlètes             | Épreuves          | Points       | Rang         | Points       | Rang         | Points | Rang  |
| -------------------- | ----------------- | ------------ | ------------ | ------------ | ------------ | ------ | ----- |
| Han Yan              | Individuel hommes | 85,66        | 8e Q         | 160,54       | 7e           | 246,20 | 7e    |
| Li Zijun             | Individuel femmes | 57,55        | 11e Q        | 110,75       | 14e          | 168,30 | 14e   |
| Pang Qing Tong Jian  | Couples           | 73,30        | 4e Q         | 136,58       | 3e           | 209,88 | 4e    |
| Peng Cheng Zhang Hao | Couples           | 70,59        | 7e Q         | 125,13       | 8e           | 195,72 | 8e    |

| Athlètes                | Épreuves | Danse courte | Danse courte   | Danse libre | Danse libre | Total  | Total |
| Athlètes                | Épreuves | Points       | Rang           | Points      | Rang        | Points | Rang  |
| ----------------------- | -------- | ------------ | -------------- | ----------- | ----------- | ------ | ----- |
| Huang Xintong Zheng Xun | Danse    | 48,96        | 23e (éliminés) | NC          | NC          | NC     | 23e   |

| Athlètes                                                                         | Épreuve     | Programme court/Danse originale | Programme court/Danse originale | Programme court/Danse originale | Programme court/Danse originale | Programme court/Danse originale | Programme court/Danse originale | Programme libre/Danse libre | Programme libre/Danse libre | Programme libre/Danse libre | Programme libre/Danse libre | Classement | Classement |
| Athlètes                                                                         | Épreuve     | Hommes                          | Femmes                          | Couples                         | Danse                           | Total                           | Rang                            | Hommes                      | Femmes                      | Couples                     | Danse                       | Total      | Rang       |
| Athlètes                                                                         | Épreuve     | Points Points d'équipe          | Points Points d'équipe          | Points Points d'équipe          | Points Points d'équipe          | Total                           | Rang                            | Points Points d'équipe      | Points Points d'équipe      | Points Points d'équipe      | Points Points d'équipe      | Total      | Rang       |
| -------------------------------------------------------------------------------- | ----------- | ------------------------------- | ------------------------------- | ------------------------------- | ------------------------------- | ------------------------------- | ------------------------------- | --------------------------- | --------------------------- | --------------------------- | --------------------------- | ---------- | ---------- |
| Han Yan (H) Zhang Kexin (F) Peng Cheng/Zhang Hao (C) Huang Xintong/Zheng Xun (D) | Par équipes | 85,52 (7 pts)                   | 54,58 (4 pts)                   | 71,01 (8 pts)                   | 47,88 (1 pts)                   | 20                              | 7e (éliminée)                   | –                           | –                           | –                           | –                           | 20         | 7e         |

### Patinage de vitesse
| Athlète       | Épreuves     | Course 1          | Course 1 | Course 2          | Course 2 | Totaux            | Totaux | Qualifications | Qualifications | Quarts de finale | Quarts de finale | Demi-finales | Demi-finales | Finale D | Finale D | Finale C | Finale C | Finale B | Finale B | Finale A                | Finale A |
| Athlète       | Épreuves     | Temps             | Rang     | Temps             | Rang     | Temps             | Rang   | Temps          | Rang           | Temps            | Rang             | Temps        | Rang         | Temps    | Rang     | Temps    | Rang     | Temps    | Rang     | Temps                   | Rang     |
| ------------- | ------------ | ----------------- | -------- | ----------------- | -------- | ----------------- | ------ | -------------- | -------------- | ---------------- | ---------------- | ------------ | ------------ | -------- | -------- | -------- | -------- | -------- | -------- | ----------------------- | -------- |
| Bai Qiuming   | 500 mètres   | 35 s 73 (+1 s 14) | 36e      | 35 s 71 (+1 s 22) | 36e      | 71 s 45 (+2 s 14) | 35e    | NC             | NC             | NC               | NC               | NC           | NC           | NC       | NC       | NC       | NC       | NC       | NC       | NC                      | NC       |
| Mu Zhongsheng | 500 mètres   | 35 s 59 (+1 s)    | 31e      | 35 s 65 (+1 s 16) | 32e      | 71 s 25 (+1 s 94) | 30e    | NC             | NC             | NC               | NC               | NC           | NC           | NC       | NC       | NC       | NC       | NC       | NC       | NC                      | NC       |
| Tian Guojun   | 1 000 mètres | NC                | NC       | NC                | NC       | NC                | NC     | NC             | NC             | NC               | NC               | NC           | NC           | NC       | NC       | NC       | NC       | NC       | NC       | 1 min 11 s 17 (+2 s 78) | 34e      |
| Tian Guojun   | 1 500 mètres | NC                | NC       | NC                | NC       | NC                | NC     | NC             | NC             | NC               | NC               | NC           | NC           | NC       | NC       | NC       | NC       | NC       | NC       | 1 min 47 s 95 (+2 s 95) | 21e      |

| Athlète      | Épreuves     | Course 1          | Course 1 | Course 2          | Course 2 | Totaux            | Totaux | Qualifications | Qualifications | Quarts de finale | Quarts de finale | Demi-finales | Demi-finales | Finale D | Finale D | Finale C | Finale C | Finale B | Finale B | Finale A                | Finale A                       |
| Athlète      | Épreuves     | Temps             | Rang     | Temps             | Rang     | Temps             | Rang   | Temps          | Rang           | Temps            | Rang             | Temps        | Rang         | Temps    | Rang     | Temps    | Rang     | Temps    | Rang     | Temps                   | Rang                           |
| ------------ | ------------ | ----------------- | -------- | ----------------- | -------- | ----------------- | ------ | -------------- | -------------- | ---------------- | ---------------- | ------------ | ------------ | -------- | -------- | -------- | -------- | -------- | -------- | ----------------------- | ------------------------------ |
| Li Dan       | 1 000 mètres | NC                | NC       | NC                | NC       | NC                | NC     | NC             | NC             | NC               | NC               | NC           | NC           | NC       | NC       | NC       | NC       | NC       | NC       | 1 min 20 s 20 (+6 s 18) | 34e                            |
| Li Qishi     | 1 500 mètres | NC                | NC       | NC                | NC       | NC                | NC     | NC             | NC             | NC               | NC               | NC           | NC           | NC       | NC       | NC       | NC       | NC       | NC       | 2 min 0 s 89 (+7 s 38)  | 17e                            |
| Qi Shuai     | 500 mètres   | 38 s 89 (+1 s 47) | 19e      | 38 s 99 (+1 s 71) | 23e      | 77 s 89 (+3 s 19) | 23e    | NC             | NC             | NC               | NC               | NC           | NC           | NC       | NC       | NC       | NC       | NC       | NC       | NC                      | NC                             |
| Wang Beixing | 500 mètres   | 37 s 82 (+0 s 40) | 6e       | 37 s 86 (+0 s 58) | 6e       | 75 s 68 (+0 s 98) | 7e     | NC             | NC             | NC               | NC               | NC           | NC           | NC       | NC       | NC       | NC       | NC       | NC       | NC                      | NC                             |
| Wang Beixing | 1 000 mètres | NC                | NC       | NC                | NC       | NC                | NC     | NC             | NC             | NC               | NC               | NC           | NC           | NC       | NC       | NC       | NC       | NC       | NC       | 1 min 16 s 59 (+2 s 57) | 14e                            |
| Zhang Hong   | 500 mètres   | 37 s 58 (+0 s 16) | 3e       | 37 s 99 (+0 s 71) | 7e       | 75 s 58 (+0 s 88) | 4e     | NC             | NC             | NC               | NC               | NC           | NC           | NC       | NC       | NC       | NC       | NC       | NC       | NC                      | NC                             |
| Zhang Hong   | 1 000 mètres | NC                | NC       | NC                | NC       | NC                | NC     | NC             | NC             | NC               | NC               | NC           | NC           | NC       | NC       | NC       | NC       | NC       | NC       | 1 min 14 s 2            | Médaille d'or, Jeux olympiques |
| Zhang Shuang | 500 mètres   | 39 s 40 (+1 s 98) | 31e      | 39 s 25 (+1 s 97) | 28e      | 78 s 65 (+3 s 95) | 31e    | NC             | NC             | NC               | NC               | NC           | NC           | NC       | NC       | NC       | NC       | NC       | NC       | NC                      | NC                             |
| Zhao Xin     | 1 500 mètres | NC                | NC       | NC                | NC       | NC                | NC     | NC             | NC             | NC               | NC               | NC           | NC           | NC       | NC       | NC       | NC       | NC       | NC       | 2 min 0 s 27 (+6 s 76)  | 23e                            |

## Patinage de vitesse sur piste courte
| Athlète                                      | Épreuves           | Qualifications | Qualifications | Quarts de finale | Quarts de finale | Demi-finales   | Demi-finales | Finale A       | Finale A                            | Finale B       | Finale B |
| Athlète                                      | Épreuves           | Temps          | Rang           | Temps            | Rang             | Temps          | Rang         | Temps          | Rang                                | Temps          | Rang     |
| -------------------------------------------- | ------------------ | -------------- | -------------- | ---------------- | ---------------- | -------------- | ------------ | -------------- | ----------------------------------- | -------------- | -------- |
| Chen Dequan                                  | 1 500 mètres       | 2 min 16 s 535 | 3e Q           | NC               | NC               | 2 min 21 s 697 | 2e Q         | 2 min 15 s 626 | 5e                                  | –              | –        |
| Han Tianyu                                   | 500 mètres         | 41 s 592       | 1er Q          | 41 s 390         | 1er Q            | 41 s 151       | 3e QB        | NC             | NC                                  | 41 s 534       | 5e       |
| Han Tianyu                                   | 1 000 mètres       | 1 min 26 s 530 | 2e Q           | 1 min 24 s 490   | 2e Q             | 1 min 24 s 611 | 4e QB        | NC             | NC                                  | 1 min 29 s 434 | 5e       |
| Han Tianyu                                   | 1 500 mètres       | 2 min 20 s 911 | 2e Q           | NC               | NC               | 2 min 15 s 858 | 1er Q        | 2 min 15 s 055 | Médaille d'argent, Jeux olympiques  | –              | –        |
| Liang Wenhao                                 | 500 mètres         | 41 s 647       | 1er Q          | 41 s 817         | 2e Q             | 41 s 221       | 2e Q         | 1 min 13 s 590 | 4e                                  | –              | –        |
| Liang Wenhao                                 | 1 000 mètres       | 1 min 28 s 065 | 4e (éliminé)   | NC               | NC               | NC             | NC           | NC             | NC                                  | NC             | NC       |
| Shi Jingnan                                  | 1 500 mètres       | 2 min 51 s 512 | 6e (éliminé)   | NC               | NC               | NC             | NC           | NC             | NC                                  | NC             | NC       |
| Wu Dajing                                    | 500 mètres         | 41 s 712       | 1er Q          | 41 s 056         | 1er Q            | 40 s 846       | 1er Q        | 41 s 516       | Médaille d'argent, Jeux olympiques  | -              | -        |
| Wu Dajing                                    | 1 000 mètres       | 1 min 24 s 950 | 1er Q          | 1 min 42 s 753   | 1er Q            | 1 min 24 s 239 | 1er Q        | 1 min 25 s 772 | 4e                                  | -              | -        |
| Chen Dequan Han Tianyu Shi Jingnan Wu Dajing | Relais 4 × 5 000 m | NC             | NC             | NC               | NC               | 6 min 44 s 521 | 2e Q         | 6 min 48 s 341 | Médaille de bronze, Jeux olympiques | –              | –        |

| Athlète                                    | Épreuves           | Qualifications | Qualifications | Quarts de finale | Quarts de finale | Demi-finales   | Demi-finales | Finale A       | Finale A                           | Finale B | Finale B |
| Athlète                                    | Épreuves           | Temps          | Rang           | Temps            | Rang             | Temps          | Rang         | Temps          | Rang                               | Temps    | Rang     |
| ------------------------------------------ | ------------------ | -------------- | -------------- | ---------------- | ---------------- | -------------- | ------------ | -------------- | ---------------------------------- | -------- | -------- |
| Fan Kexin                                  | 500 mètres         | 43 s 356       | 1re Q          | 43 s 288         | 1re Q            | 1 min 24 s 431 | 4e QB        | NC             | NC                                 | 44 s 297 | 5e       |
| Fan Kexin                                  | 1 000 mètres       | 1 min 31 s 713 | 2e Q           | 1 min 29 s 380   | 2e Q             | 1 min 32 s 618 | 2e Q         | 1 min 30 s 811 | Médaille d'argent, Jeux olympiques | –        | –        |
| Li Jianrou                                 | 500 mètres         | 43 s 633       | 1re Q          | 43 s 486         | 2e Q             | 43 s 841       | 2e Q         | 45 s 263       | Médaille d'or, Jeux olympiques     | –        | –        |
| Li Jianrou                                 | 1 000 mètres       | 1 min 31 s 187 | 1re Q          | 1 min 32 s 129   | 1re Q            | PEN[Quoi ?]    | –            | NC             | NC                                 | NC       | NC       |
| Li Jianrou                                 | 1 500 mètres       | 2 min 27 s 758 | 3e Q           | NC               | NC               | 2 min 22 s 866 | 1re Q        | DNF            | DNF                                | –        | –        |
| Liu Qiuhong                                | 500 mètres         | 43 s 542       | 1re Q          | 43 s 478         | 1re Q            | 43 s 916       | 3e QB        | NC             | NC                                 | 44 s 188 | 4e       |
| Liu Qiuhong                                | 1 000 mètres       | PEN[Quoi ?]    | –              | NC               | NC               | NC             | NC           | NC             | NC                                 | NC       | NC       |
| Liu Qiuhong                                | 1 500 mètres       | 2 min 24 s 640 | 4e (éliminée)  | NC               | NC               | NC             | NC           | NC             | NC                                 | NC       | NC       |
| Zhou Yang                                  | 1 500 mètres       | 2 min 26 s 543 | 1re Q          | NC               | NC               | 2 min 18 s 825 | 1re Q        | 2 min 19 s 140 | Médaille d'or, Jeux olympiques     | –        | –        |
| Fan Kexin Li Jianrou Liu Qiuhong Zhou Yang | Relais 4 × 3 000 m | NC             | NC             | NC               | NC               | 4 min 9 s 555  | 1re          | PEN[Quoi ?]    | 7e                                 | –        | –        |

## Ski acrobatique
| Athlète       | Épreuves     | Qualification | Qualification | Qualification | Qualification | Finale   | Finale        | Finale   | Finale        | Finale   | Finale                              |
| Athlète       | Épreuves     | Course 1      | Course 1      | Course 2      | Course 2      | Finale 1 | Finale 1      | Finale 2 | Finale 2      | Finale 3 | Finale 3                            |
| Athlète       | Épreuves     | Points        | Rang          | Points        | Rang          | Points   | Rang          | Points   | Rang          | Points   | Rang                                |
| ------------- | ------------ | ------------- | ------------- | ------------- | ------------- | -------- | ------------- | -------- | ------------- | -------- | ----------------------------------- |
| Jia Zongyang  | Sauts hommes | 118,59        | 1er Q         | NC            | NC            | 110,41   | 4e Q          | 117,70   | 1er Q         | 95,06    | Médaille de bronze, Jeux olympiques |
| Liu Zhongqing | Sauts hommes | 80,09         | 18e           | 77,83         | 15e (éliminé) | -        | -             | -        | -             | -        | -                                   |
| Qi Guangpu    | Sauts hommes | 113,57        | 4e Q          | NC            | NC            | 121,24   | 1er Q         | 116,74   | 2e Q          | 90,00    | 4e                                  |
| Wu Chao       | Sauts hommes | 110,62        | 5e Q          | NC            | NC            | 82,30    | 11e (éliminé) | -        | -             | -        | -                                   |
| Cheng Shuang  | Sauts femmes | 83,19         | 4e Q          | NC            | NC            | 80,01    | 7e Q          | 87,42    | 5e (éliminée) | NC       | NC                                  |
| Li Nina       | Sauts femmes | 86,71         | 2e Q          | NC            | NC            | 90,24    | 4e Q          | 89,53    | 3e Q          | 46,02    | 4e                                  |
| Xu Mengtao    | Sauts femmes | 71,44         | 11e           | 87,15         | 2e Q          | 90,65    | 3e Q          | 101,08   | 1re Q         | 83,50    | Médaille d'argent, Jeux olympiques  |
| Zhang Xin     | Sauts femmes | 60,98         | 17e           | 77,49         | 7e (éliminée) | -        | -             | -        | -             | -        | -                                   |

| Athlète  | Épreuves      | Qualification | Qualification | Qualification | Qualification | Qualification | Qualification | Qualification | Qualification | Finale   | Finale   | Finale   | Finale         | Finale   | Finale   | Finale   | Finale   | Finale   | Finale   | Finale   | Finale   |
| Athlète  | Épreuves      | Course 1      | Course 1      | Course 1      | Course 1      | Course 2      | Course 2      | Course 2      | Course 2      | Finale 1 | Finale 1 | Finale 1 | Finale 1       | Finale 2 | Finale 2 | Finale 2 | Finale 2 | Finale 3 | Finale 3 | Finale 3 | Finale 3 |
| Athlète  | Épreuves      | Temps         | Points        | Total         | Rang          | Temps         | Points        | Total         | Rang          | Temps    | Points   | Total    | Rang           | Temps    | Points   | Total    | Rang     | Temps    | Points   | Total    | Rang     |
| -------- | ------------- | ------------- | ------------- | ------------- | ------------- | ------------- | ------------- | ------------- | ------------- | -------- | -------- | -------- | -------------- | -------- | -------- | -------- | -------- | -------- | -------- | -------- | -------- |
| Ning Qin | Bosses femmes | 5,21          | 11,62         | 16,83         | 21e           | 5,41          | 12,34         | 17,75         | 9e Q          | 5,23     | 12,03    | 17,26    | 18e (éliminée) | -        | -        | -        | -        | -        | -        | -        | -        |

## Ski alpin
| Athlète     | Épreuves     | Course 1                 | Course 1 | Course 2 | Course 2 | Total | Total |
| Athlète     | Épreuves     | Temps                    | Rang     | Temps    | Rang     | Temps | Rang  |
| ----------- | ------------ | ------------------------ | -------- | -------- | -------- | ----- | ----- |
| Zhang Yuxin | Slalom       | DNF                      | DNF      | -        | -        | -     | -     |
| Zhang Yuxin | Slalom géant | 1 min 38 s 45 (+17 s 37) | 74e      | DNF      | DNF      | -     | -     |

| Athlète  | Épreuves     | Course 1                | Course 1 | Course 2                 | Course 2 | Total                    | Total |
| Athlète  | Épreuves     | Temps                   | Rang     | Temps                    | Rang     | Temps                    | Rang  |
| -------- | ------------ | ----------------------- | -------- | ------------------------ | -------- | ------------------------ | ----- |
| Xia Lina | Slalom géant | 1 min 37 s 3 (+19 s 15) | 73e      | 1 min 38 s 59 (+20 s 69) | 66e      | 3 min 15 s 62 (+38 s 75) | 66e   |
| Xia Lina | Slalom       | DNF                     | DNF      | -                        | -        | -                        | -     |

## Ski de fond

### Distance
| Athlète     | Épreuve         | Classique     | Classique | Libre         | Libre | Total             | Total         | Total |
| Athlète     | Épreuve         | Temps         | Rang      | Temps         | Rang  | Temps             | Écart         | Rang  |
| ----------- | --------------- | ------------- | --------- | ------------- | ----- | ----------------- | ------------- | ----- |
| Sun Qinghai | 15 km classique | NC            | NC        | NC            | NC    | 45 min 28 s 2     | +6 min 58 s 5 | 72e   |
| Xu Wenlong  | 30 km skiathlon | 39 min 57 s 9 | 60e       | 36 min 21 s 0 | 58e   | 1 h 16 min 53 s 3 | +8 min 37 s 9 | 59e   |
| Xu Wenlong  | 50 km libre     | NC            | NC        | NC            | NC    | 2 h 8 min 2 s 0   | +21 min 6 s 8 | 60e   |

| Athlète    | Épreuve         | Classique     | Classique | Libre         | Libre | Total            | Total         | Total |
| Athlète    | Épreuve         | Temps         | Rang      | Temps         | Rang  | Temps            | Écart         | Rang  |
| ---------- | --------------- | ------------- | --------- | ------------- | ----- | ---------------- | ------------- | ----- |
| Li Hongxue | 10 km classique | NC            | NC        | NC            | NC    | 31 min 20 s 7    | +3 min 2 s 9  | 37e   |
| Li Hongxue | 15 km skiathlon | 21 min 21 s 0 | 52e       | 21 min 12 s 5 | 46e   | 43 min 17 s 7    | +4 min 44 s 1 | 50e   |
| Li Hongxue | 30 km           | NC            | NC        | NC            | NC    | 1 h 14 min 1 s 5 | +2 min 56 s 3 | 22e   |
| Man Dandan | 10 km classique | NC            | NC        | NC            | NC    | 32 min 25 s 1    | +4 min 7 s 3  | 53e   |

### Sprint
| Athlète                | Épreuve            | Qualifications | Qualifications | Quarts de finale | Quarts de finale | Demi-finales | Demi-finales | Finale | Finale |
| Athlète                | Épreuve            | Temps          | Rang           | Temps            | Rang             | Temps        | Rang         | Temps  | Rang   |
| ---------------------- | ------------------ | -------------- | -------------- | ---------------- | ---------------- | ------------ | ------------ | ------ | ------ |
| Sun Qinghai            | Sprint             | 3 min 37 s 71  | 26e Q          | 3 min 47 s 26    | 6e (éliminé)     | -            | -            | -      | -      |
| Xu Wenlong             | Sprint             | DNF            | DNF            | -                | -                | -            | -            | -      | -      |
| Sun Qinghai Xu Wenlong | Sprint par équipes | NC             | NC             | NC               | NC               | DNS          | DNS          | -      | -      |

| Athlète               | Épreuve            | Qualifications | Qualifications  | Quarts de finale | Quarts de finale | Demi-finales   | Demi-finales  | Finale | Finale |
| Athlète               | Épreuve            | Temps          | Rang            | Temps            | Rang             | Temps          | Rang          | Temps  | Rang   |
| --------------------- | ------------------ | -------------- | --------------- | ---------------- | ---------------- | -------------- | ------------- | ------ | ------ |
| Li Hongxue            | Sprint             | 2 min 42 s 57  | =32e (éliminée) | –                | –                | –              | –             | –      | –      |
| Man Dandan            | Sprint             | 2 min 48 s 72  | 51e (éliminée)  | –                | –                | –              | –             | –      | –      |
| Man Dandan Li Hongxue | Sprint par équipes | NC             | NC              | NC               | NC               | 17 min 40 s 90 | 8e (éliminée) | –      | –      |

## Snowboard
| Athlète      | Épreuve          | Qualifications | Qualifications | Qualifications | Qualifications | Demi-finale | Demi-finale | Demi-finale | Demi-finale   | Finale     | Finale    | Finale   | Finale | Rang final |
| Athlète      | Épreuve          | 1re manche     | 2e manche      | Meilleur       | Rang           | 1re manche  | 2e manche   | Meilleur    | Rang          | 1re manche | 2e manche | Meilleur | Rang   | Rang final |
| ------------ | ---------------- | -------------- | -------------- | -------------- | -------------- | ----------- | ----------- | ----------- | ------------- | ---------- | --------- | -------- | ------ | ---------- |
| Shi Wancheng | Half-pipe hommes | 76,00          | 15,50          | 76,00          | 6e QS          | 15,50       | 78,50       | 78,50       | 5e Q          | 81,00      | 25,00     | 81,00    | 7e     | 7e         |
| Zhang Yiwei  | Half-pipe hommes | 90,00          | 89,75          | 90,00          | 4e QS          | 45,00       | 79,25       | 79,25       | 4e Q          | 87,25      | 58,50     | 87,25    | 6e     | 6e         |
| Cai Xuetong  | Half-pipe femmes | 74,25          | 88,00          | 88,00          | 3e QF          | NC          | NC          | NC          | NC            | 84,25      | 25,00     | 84,25    | 6      | 6e         |
| Li Shuang    | Half-pipe femmes | 77,75          | 54,00          | 77,75          | 4e QS          | 80,00       | 56,75       | 80,00       | 3e Q          | 73,25      | 23,75     | 73,25    | 8e     | 8e         |
| Liu Jiayu    | Half-pipe femmes | 81,50          | 83,50          | 83,50          | 5e QS          | 81,25       | 29,00       | 81,25       | 2e Q          | 15,75      | 68,25     | 68,25    | 9e     | 9e         |
| Sun Zhifeng  | Half-pipe femmes | 70,00          | 45,75          | 70,00          | 6e QS          | 35,75       | 35,75       | 35,75       | 9e (éliminée) | NC         | NC        | NC       | NC     | NC         |

Légende : QF – Qualification directe en finale ; QD – Qualification en demi-finale ; Q – Qualification en finale